# Серая дрянь
«Серая дрянь» (англ. Gray Matter) — рассказ Стивена Кинга, впервые опубликованный в журнале Cavalier в 1973 году и в сборнике Ночная смена 1978 года. Входит в одну вселенную с романами Ловец снов и Оно.

## Сюжет
Бангор, штат Мэн. Пожилой мужчина сидит в лавке «Ночная сова» с группой своих друзей и хозяином заведения Генри Пармели во время сильной метели. Вбегает смертельно испуганный мальчик, в котором мужчины узнают сына Ричи Гринейдина. Тот некоторое время назад получил травму в результате несчастного случая на лесопилке в Клифтоне и получил от компании пожизненную компенсацию. Не имея необходимости содержать себя, Ричи стал отшельником, которого редко видели за пределами своей квартиры, кроме как выходов для покупки самого дешёвого пива, хотя в последнее время он отправлял за этим своего сына.
Поговорив с мальчиком, который просит сопроводить его домой с купленным пивом, группа мужчин, включая рассказчика и Генри, решает лично отнести пиво Ричи. По пути Генри рассказывает о некоторых событиях, рассказанных ребёнком: месяц назад его отец выпил «плохую» банку пива, предположительно содержащую мутаген, и с тех пор в его поведении начались странности. Он прекратил выходить на улицу, начал лишать свою комнату света, появился странный запах. Спустя время он показывает сыну руку, которая стала серого цвета, а позже — своё лицо. Которое было покрыто серой слизью или ещё какой дрянью… и что все черты сливались и походили на какое-то месиво. И что клочья одежды торчали из тела, словно кто вплавил их ему в кожу…. Финальной точкой стало увиденное мальчиком через глазок в родной квартире: существо, некогда бывшее его отцом, вытаскивает из-под доски мёртвую кошку и съедает её.
Группа из трёх мужчин приходит к дому Гринейдина, который оказывается заброшенным: лишь в квартире Ричи есть жильцы. Группа общается через закрытую дверь с Ричи, требуя, чтобы он вышел к ним. Исходящий из-за двери запах убеждает их, что тот может быть ответственен за недавно начавшиеся исчезновений людей. Мужчины приходят в ужас, когда Ричи открывает дверь и вываливается наружу, больше напоминая слизь, чем человека. Генри в одиночестве стреляет в существо из своего кольта. Рассказчик с Берти возвращается в лавку, не отвечая на вопросы своих друзей о случившемся. Рассказчик быстрым взглядом на существо он понял, что оно находится в процессе деления, и теперь вычисляет её экспоненциальный рост, ожидая прихода в лавку Генри или Ричи.

## Экранизации
- Калейдоскоп ужасов (Shudder) — 2019 год. Режиссёр — Грег Никотеро. В ролях — Джесси Бойд, Кристофер Натан, Эдриенн Барбо, Джанкарло Эспозито и Тобин Белл.

Во время урагана «Чарли» группа горожан собралась в магазине, чтобы переждать надвигающийся шторм. К ним приходит юноша Тимми Гринейдин, который нервно просит ящик пива Harrow’s Supreme для своего отца-алкоголика Ричи. Когда он упоминает, что его отец «действительно болен» и не хочет возвращаться домой, начальник полиции и его друг Док вызываются проверить его. Пока они едут в дом Гринейдинов, парень объясняет владельцу магазина Дикси (Адриенн Барбо), что после смерти жены Ричи его проблемы с алкоголем вышли из-под контроля. Однажды выпив «плохого пива», тот постепенно мутировал в желеобразного монстра и пристрастился к человеческой плоти. Когда шериф обнаруживает монстра, он пытается его застрелить, но существо поглощает его и начинает размножаться делением. Док бежит обратно в магазин, чтобы сообщить о случившемся, пока Дикси подсчитывает, сколько времени пройдет, прежде чем существа в конечном итоге захватят мир. Затем существа через потолок хватают Дока, когда он, Дикси и Тимми кричат.